# Бииш
Бииш (башк. Бейеш) — башкирская народная песня. В произведении воспевается башкирский народный герой Бииш батыр, который боролся за права своего народа и скрывался от царских властей.

## Легенда
В конце XVIII века башкиры были переведены из гражданской в военное сословие. Башкирские воины принимали участие в войнах и кампаниях России, строили укрепления, занимались городским благоустройством, а также выполняли провинциальные земские обязанности.
Не желая нести бремя военной службы, некоторые башкиры начали дезертировать. Согласно легенде, среди них был Бииш и его сослуживцы.
Для их поиска и поимки были сформированы полицейские отряды, но Бииш и его товарищи Абубакир Абдаков, Кунакбай Абдрахимов, Рахматулла Бараков, Курман Ильбаков, Кутлуша Мурзагулов избегали поимки в течение 10 лет, с 1838 по 1848 год.
Отряд Бииша действовал в горах и лесах Бурзянской, Тамьянской волостей, в районе Кагинского и Авзяно-Петровских заводов Верхнеуральского уезда. В 1848 году отряд полиции под начальством верхнеуральского исправника Скорятинова, вышел на след беглецов и после короткого боя с Биишем и его сторонниками захватил их в плен. За этот успех капитан полиции Скорятинов был награждён орденом Святого Владимира IV степени.

## Песня
Стиль песни напоминает песни Салавата Юлаева.
| Текст песни на башкирском языке | В переводе на русский язык |
| --- | --- |
| Аҡ ҡуянҡайҙарҙан тун тектерҙем, Тышҡынайын ниҙән тышлайым? Йәйгелеген бында, ай, йәйләнем, Ҡышҡынайын ҡайҙа ҡышлайым? Елә лә генә елә берәү килә Арҡаларҙан йоморо юл менән. Күрмәнеләр мине, ай, күҙ менән, Тик һөйләйҙәр шелтәле һүҙ менән. Күк ат ҡына ектем, ай, тәртәгә, Ҡалғандары ҡалды кәртәлә, Уңлы ғына һуллы ҡашым тарта, Ниҙәр булыр икән иртәгә? Ирәндеккәй буйы, ай, күк таштыр, Кемгә төйәк түгел ул таштар. Ҡурҡыуҙы ла белмәй ҡыйыу йөрөнөк, Ни күрһә лә күрер был баштар. | Из белого зайца шубу сшил я, Наружную сторону её чем отделаю? Лето здесь, ай, пролетовал, Зиму где зимовать буду? Вскачь, вскачь кто-то едет Из-за хребта кружным путем. Не видели меня, ай, глазами, Только говорят осуждающими словами. Сивую лошадь запряг, ай, в оглобли, Остальные остались в загоне, То правая, то левая бровь дергается, Что же будет завтра? Вдоль Ирендыка, ай, синие камни, Кому только не прибежище эти камни. Страха не зная, мы смело ходили, Что увидят, то увидят эти головы. |